# Hansfrieder Hellenschmidt
Hansfrieder Hellenschmidt (* 17. August 1934; † 8. Oktober 2015 in Sielmingen) war ein deutscher evangelischer Theologe, Pfarrer der Württembergischen Landeskirche, langjähriger Vorsitzender der Bekenntnisbewegung Kein anderes Evangelium und Autor etlicher Sachbücher.

## Leben
Hellenschmidt war Pfarrer in Bissingen ob Lontal, Königsbronn, Filderstadt und Bad Wildbad. Von seinem Ruhestand 1997 bis zum Frühjahr 2014 leitete er als ehrenamtlicher Vorsitzender der Bekenntnisbewegung „Kein anderes Evangelium“ die Bundesarbeitsgemeinschaft und gab ihren Informationsbrief heraus. Er gehörte zu den Erstunterzeichner der „Bekenntnisökumenischen Erklärung“, einer Stellungnahme theologisch konservativer Christen aus verschiedenen Konfessionen zu den Synodalbeschlüssen zu kirchlichen Segnungshandlungen für „gleichgeschlechtliche Partnerschaften“ oder „Menschen in gleichgeschlechtlichen Partnerschaften“ im Bereich der Evangelischen Kirche in Deutschland, in der zum Kampf gegen die „Gender-Ideologie“ aufgerufen wird, die antichristlich, totalitär und gegen die Schöpfungsordnung Gottes gerichtet sei.

## Privates
Hansfrieder Hellenschmidt war verheiratet mit Renate. Das Paar hatte zwei Kinder und wohnte in Filderstadt-Sielmingen.

## Veröffentlichungen
- Theologische Auseinandersetzung mit dem Denken unserer Zeit. Band 2: Die Ökokrise im Lichte der Tradition – Die Schöpfung und ihre Hoffnung. Hrsg. von Wilfried Veeser. Hänssler, Neuhausen 1984, ISBN 978-3-7751-0897-3.
- AIDS – was nun? Für eine Wende in der Sexualethik. Ein Plädoyer für eine Humanethik nach den Geboten Gottes. idea, Wetzlar 1987.
- Die Kirche in der Spannung zwischen Tradition und Moderne: New Age, Depressionen und Utopien (Analyse für den Vorstand der Pfarrergebetsbruderschaft). idea, Wetzlar 1987.
- als Mitautor: Die Situation der Evangelischen Kirche in Deutschland aus evangelikaler Sicht. idea, Wetzlar 1988.
- New Age: Krise, Ohnmacht, Herausforderung. Der Mensch in der Entscheidung: Entwicklung oder Wiedergeburt, Christus oder Antichristus? idea, Wetzlar 1989.

Aufsätze
- Kirche wohin? Die Gemeinde Jesu Christi und die Kirche. In: Werner Klän (Hrsg.): Lutherische Identität in kirchlicher Verbindlichkeit: Erwägungen zum Weg lutherischer Kirchen in Europa nach der Millenniumswende. Ed. Ruprecht, Göttingen 2007, S. 93ff., ISBN 978-3-7675-7092-4.